# Пажи, Давид Григорьевич
Давид Григорьевич Пажи (19 декабря 1921 — 21 мая 1994) — советский учёный в области химического машиностроения. Доктор технических наук.
Родители — Григорий Давидович Пажи (1896—1947) и Любовь Львовна Пажи (1895—1969).
Работал старшим научным сотрудником во Всесоюзном научно-исследовательском и конструкторском институте автогенного машиностроения.
Автор ряда научных трудов и изобретений в области распылителей и форсунок.
Похоронен на Востряковском еврейском кладбище

## Семья
- Жена — Нинель Евсеевна Пажи (урождённая Корогодская, 1924—2001), дочь историка Овсея Гершановича Корогодского, двоюродная сестра актёра Р. А. Быкова и доктора медицинских наук Г. А. Быкова (1926—2006).
  - Сын — Григорий Давидович Пажи (род. 1952), вице-президент Фонда Ролана Быкова, директор фильма «Гардемарины, вперёд!» (1988).

## Монографии
- Форсунки в химической промышленности. М.: Химия, 1971. — 220 с.
- Распыливающие устройства в химической промышленности. М.: Химия, 1975. — 198 с.
- Распылители жидкостей. М.: Химия, 1979. — 213 с.
- Основы техники распыливания жидкостей. М.: Химия, 1984. — 253 с.